# Florian Albrecht-Schoeck
Florian Albrecht-Schoeck (* 1980 in Darmstadt) ist ein deutscher Künstler und Fotograf.

## Biografie
Florian Albrecht-Schoeck studierte Visuelle Kommunikation an der Hochschule für Gestaltung in Offenbach am Main bei Prof. Martin Liebscher und Clemens Mitscher. Albrecht-Schoeck lebt und arbeitet in Offenbach am Main und Frankfurt am Main. Sein Atelier befindet sich in den Offenbacher Zollamt-Studios.
Florian Albrecht-Schoeck arbeitet primär mit dem Medium Fotografie. Im Zentrum seiner künstlerischen Arbeit steht oft die thematische Suche nach der Definition von Wurzeln, Identität, Herkunft und Zugehörigkeit. Seine Bilder sind unter anderem Teil renommierter Kunstsammlungen wie der Art Collection Deutsche Börse oder dem Museum für Kunst und Kulturgeschichte in Marburg. Im August 2025 wurde er Mitglied der Darmstädter Sezession.

## Preise und Stipendien (Auswahl)
- 2020: Arbeitsstipendium der Hessischen Kulturstiftung
- 2011: Künstlerhilfe Frankfurt[8]
- 2011: Deutsche Börse und HfG Fotoförderpreis[9]

## Ausstellungen (Auswahl)
- 2020/21: In Frankfurter Gesellschaft, Historisches Museum Frankfurt[10]
- 2019: Mur(s) / Mauer(n), Arles, Fotohaus Paris/Berlin[11]
- 2015/16: Galerie der Schader-Stiftung & Hessisches Landesmuseums Darmstadt – TRANSIT: ORTE[12]
- 2016: Deutsche Börse Photography Foundation – „The Cube“, Eschborn – New Works in Dialogue[13]
- 2014: Zeit und Zeuge: Anna Pekala und Florian Albrecht-Schoeck, Marburger Kunstverein[14]
- 2011: Aufbruch, Museum für Kunst und Kulturgeschichte der Philipps-Universität Marburg[15]